# Meva Mebot
Pour les articles homonymes, voir Meva.
Ne doit pas être confondu avec Meva Meboto.
Meva Mebot ou Mevamebot est un village du Cameroun, situé dans la commune de Ngomedzap, le département du Nyong-et-So'o et la région du Centre.

## Population
En 1963, Meva Mebot comptait 229 habitants, principalement des Ewondo. Lors du recensement de 2005, on y a dénombré 120 personnes.